# NGC 741
NGC 741 is een elliptisch sterrenstelsel in het sterrenbeeld Vissen. Het hemelobject werd op 13 december 1784 ontdekt door de Duits-Britse astronoom William Herschel.

## Synoniemen
- IC 1751
- UGC 1413